# Herb gminy Zduńska Wola
Herb gminy Zduńska Wola – herb, jeden z trzech urzędowych symboli gminy Zduńska Wola.

## Blazon
W błękitnym polu złote koło egzekucyjne ułamane, na którym miecz o srebrnej głowni i złotej rękojeści, flankowanej dwiema złotymi pszczołami.

## Opis herbu
Herb gminy Zduńska Wola stanowi tarcza o niebieskim polu, na której widnieją atrybuty męczeńskie św. Katarzyny Aleksandryjskiej męczennicy — miecz i ułamane koło egzekucyjne oraz dwie pszczoły. Koło egzekucyjne położone jest na tarczy centralnie, a na nim miecz głownią w dół. Pszczoły umieszczone są w głowicy herbu po obu stronach rękojeści miecza. Koło egzekucyjne i pszczoły są barwy złotej. Miecz ma złotą rękojeść i srebrną głownię. Całość osadzona w późnogotyckiej tarczy typu hiszpańskiego.

## Tynktura
Pole tarczy herbowej błękitne (niebieskie). Koło egzekucyjne złote (żółte). Rękojeść miecza złota (żółta) a głownia srebrna (biała). Pszczoły złote (żółte). Kontur rysunku czarny.

## Ustanowienie
Herb został ustanowiony przez Radę Gminy Zduńska Wola 24 czerwca 2021 r.

## Informacje

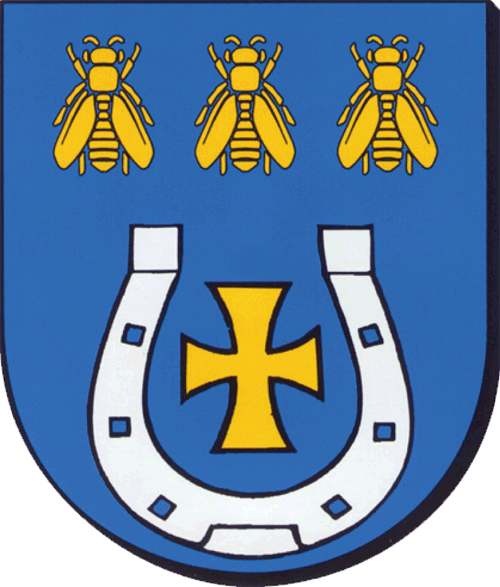
Stary herb gminy Zduńska Wola

Dotychczasowy statutowy wizerunek herbu gminy, wykonany w roku 2001 przez Centrum Heraldyki Polskiej, został przyjęty w 2001 roku, jednak nie posiadał ministerialnego zatwierdzenia, uzyskanego w ramach ustawowo przewidzianej procedury. Wedle wstępnej opinii, przygotowanej w roku 2001 przez eksperta Komisji Heraldycznej dr Henryka Serokę, sama konstrukcja herbu gminy uznana została za właściwą. Podważona została natomiast zasadność wprowadzenia do herbu godła rodowego Siemiątkowskich — podkowa z krzyżem (herb Jastrzębiec). Za niewłaściwe uznano przeniesienie „historycznego” godła miejskiego z XIX wieku w jego pełnej postaci — trzech pszczół. Jako bardziej poprawne heraldycznie zasugerowano użycie dwóch lub tylko jednej pszczoły. Dodatkowo odnotowane zostało zapożyczenie rysunku pszczół z publikacji niemieckiego heraldyka Waltera Leonharda.
Nowy wzór herbu wykonany został przez Aleksandra Bąka, specjalistę projektowania grafiki użytkowej oraz heraldyki samorządowej, w oparciu o wątki związane z tradycją lokalnego kultu oraz przesłanki z przeszłości administracyjnej samorządu, wskazane w publikacji prof. Marka Adamczewskiego. Motyw przewodni stanowi symbolika związana z postacią patronki kościoła w Korczewie — św. Katarzyną, męczennicą — miecz oraz ułamane koło egzekucyjne — oraz przedstawienie dwóch pszczół, nawiązujących do XIX-wiecznego projektu herbu miasta Zduńska Wola. Nowe symbole gminy zostały opracowane w zgodzie z zasadami heraldyki i weksylologii oraz sztuki współczesnego projektowania graficznego. Ich wzory uzyskały w kwietniu 2021 roku pozytywną opinię Ministra Spraw Wewnętrznych i Administracji na podstawie uchwały Komisji Heraldycznej.